# Benet Paltor i Fiter
Benet Paltor i Fiter (Catalunya, 1730 - Barcelona, 1782) va ser un metge i botànic català.
Originari d'un poble del Pirineu català, fou deixeble del metge Piquer a la Universitat de València. Posteriorment, es doctorà a la Universitat de Gandia el 1751. Fou, juntament amb Antoni Condal, un dels dos metges catalans, que acompanyaren Pehr Löfling, el deixeble de Linné, en la seva expedició a la Guaiana (1754-56). Tots dos exploraren la rodalia de Cumanà, les planes de Barcelona de Veneçuela, les riberes de l'Orinoco entorn de la confluència del Caroní i la vall baixa d'aquest riu. Quan morí Löfling, el 1756, a San Antonio de Caroní, es feu càrrec dels seus llibres, manuscrits i dibuixos i de les plantes aplegades per tots dos. Tornà a l'Estat espanyol el 1761, i passà uns quants anys a Madrid, on intentà, infructuosament, la publicació dels materials científics acumulats en les expedicions. El 1771 tornà a Barcelona on seguí la seva carrera com a metge i botànic. Aquest mateix any accedeix a la Reial Acadèmia Mèdico-Pràctica de Barcelona i, un any després, ingressa també a l'Acadèmia de Medicina de Barcelona (AMB) des del 1971, i de la Reial Acadèmia de Ciències i Arts de Barcelona (RACAB) des del 1772, on fou Revisor de la Direcció de Botànica l'any 1773 i durant els anys 1777 i 1782, i Director de la Direcció de Botànica entre el 1774 i el 1776. Com a membre de la RACAB, presentà diverses memòries de tema mèdic i botànic, entre les quals destaquen una que feia referència a una planta medicinal descoberta a la Guaiana: Memoria sobre una nueva especie de quina conocida con el nombre de ‘cunaurima de Guayana’ el 1772, i una altra sobre el bàlsam de Copaiba el 1777. També fou membre de la Academia Médica Matritense.
En honor de Benet Paltor, els botànics Hipólito Ruiz López i José Antonio Pavón batejaren amb el nom de "Paltoria" un gènere botànic que pertany a la família de les Aquifoliaceae.